# Grupa Armii G
Grupa Armii G – jedna z niemieckich grup armii podczas II wojny światowej. 

## Utworzenie i walki
Utworzona na przełomie kwietnia i maja 1944 roku w południowej Francji, początkowo jako Grupa Armijna G. Od września 1944 występuje jako Grupa Armii G. Organizowała ona obronę nad Atlantykiem na południe od Loary, nad Morzem Śródziemnym i wzdłuż Alp włoskich. W związku z lądowaniem wojsk amerykańsko-francuskich w rejonie oraz działaniami partyzantów prowadzi działania obronno – odwrotowe. Od jesieni 1944 roku utrzymuje przyczółek nad Renie pod Colmarem, a w czasie ofensywy w Ardenach wykonuje przeciwuderzenia w rejonie Strasburga i Colmar. Prowadziła też walki na Wale Zachodnim, gdzie została częściowo rozbita przez 6 Grupę Armii. Pod koniec wojny walczy w południowych Niemczech, gdzie kapituluje 6 maja 1945 roku.

## Dowódcy
- Johannes Blaskowitz (maj – wrzesień 1944)
- Hermann Balck (wrzesień – grudzień 1944)
- Johannes Blaskowitz (grudzień 1944 – styczeń 1945)
- Paul Hausser (styczeń – kwiecień 1945)
- Friedrich Schulz (kwiecień – maj 1945)

## Skład w maju 1944
- 1 Armia
- 19 Armia
- 606 pułk łączności

## Skład we wrześniu 1944
- 1 Armia
- 19 Armia
- 5 Armia Pancerna
- 606 pułk łączności

## Skład w kwietniu 1945
- 1 Armia
- 7 Armia
- 606 pułk łączności